# Blue Moves
Blue Moves är ett musikalbum av Elton John. Albumet var hans elfte studioalbum och utgavs i oktober 1976 som en dubbel-LP. Efter att albumet färdigställts tog John en paus från turnerande och inspelningar fram till 1978. Bernie Taupin och Elton John bestämde sig också för att ta en kreativ paus i det gemensamma låtskrivandet efter det här albumet. Det förra albumet Rock of the Westies var präglat av hårdrock, medan det här albumet hade mycket mer lugna, mörka och reflekterande låtar. "Sorry Seems to be the Hardest Word" släpptes som singel och blev albumets största hit. Även "Bite Your Lip (Get Up and Dance!)" och "Crazy Water" utgavs som singlar. Låten "Cage the Songbird" skrevs som en hyllning till Edith Piaf.

## Låtlista
Alla låtar är skrivna av Elton John och Bernie Taupin om inget annat namn anges.

### Sida 1
1. "Your Starter for..." - 1:23
2. "Tonight" - 7:52
3. "One Horse Town" (Elton John/James Newton-Howard/Bernie Taupin - 5:56
4. "Chameleon" - 5:27

### Sida 2
1. "Boogie Pilgrim" (Elton John/Davey Johnstone/Bernie Taupin) - 6:05
2. "Cage the Songbird" - (Elton John/Davey Johnstone/Bernie Taupin) - 3:25
3. "Crazy Water" - 5:42
4. "Shoulder Holster" - 5:10

### Sida 3
1. "Sorry Seems to Be the Hardest Word" - 3:48
2. "Out of the Blue" - 6:14
3. "Between Seventeen and Twenty" (Elton John/Davey Johnstone/Caleb Quaye/Bernie Taupin) - 5:17
4. "The Wide-Eyed and Laughing" (Elton John/Davey Johnstone/Jame Newton-Howard/Caleb Quaye/Bernie Taupin) - 3:27
5. "Someone's Final Song" - 4:10

### Sida 4
1. "Where's the Shoorah?" - 4:09
2. "If There's a God in Heaven (What's He Waiting For?)" (Elton John/Davey Johnstone/Bernie Taupin) - 4:25
3. "Idol" - 4:08
4. "Theme from a Non-Existent TV Series" - 1:19
5. "Bite Your Lip (Get Up and Dance)" - 6:43

## Listplaceringar
| Lista (1976)   | Position            |
| -------------- | ------------------- |
| Danmark        | 5 (DR "Top 20")     |
| Finland        | 22                  |
| Japan          | 53 (Oricon)         |
| Kanada         | 4 (RPM)             |
| Nederländerna  | 7                   |
| Norge          | 5 (VG-lista)        |
| Nya Zeeland    | 7                   |
| Storbritannien | 3 (UK Albums Chart) |
| Sverige        | 12 (Topplistan)     |
| USA            | 3 (Billboard 200)   |
| Västtyskland   | 39                  |